# 申多夫 (莱茵兰-普法尔茨州)
申多夫（德語：Schöndorf，發音：[ˈʃøːnˌdɔʁf]）是德国莱茵兰-普法尔茨州特里尔-萨尔堡县的市镇，总面积10.03平方千米，2023年12月31日总人口为801人。